# Sumitomo Bakelite
Sumitomo Bakelite — японська компанія хімічної промисловості. Входить до кейрецу Sumitomo Group. Спеціалізується на виробництві фенольних смол і епоксидних смол та ін.

## Історія
Історія компанії починається в 1911 році, коли компанія Sankyo Company набуває патент на виробництво синтетичної смоли під маркою «Bakelite» в Японії. В 1932 році департамент виробництва синтетичних смол виділяється в окрему компанію з назвою Nippon Bakelite Co., Ltd., яка в 1955 році входить в імперію Sumitomo і отримує свою сучасну назву.
В 1957 році компанія відкриває новий завод в Кавасакі, в 1962 — в Шідзуоці.
У 1980-ті роки виробнича структура компанії зазнає значних змін. Так, відкриваються нові заводи в Уцуномії і на Мукодзімі, а заводи у Кавасакі та Кіото закриваються.
У 1990-ті роки відкриваються філії компанії в Малайзії, Китаї і на Тайвані.
В 2001 році Sumitomo Bakelite купує фенольний бізнес Occidental Chemical Corporation в Північній Америці і Бельгії, в 2003 поглинає Acquired Fers Resins в Іспанії, в 2007 Acquired Neopreg в Швейцарії.

## Компанія сьогодні
В цей час у виробничу структуру Sumitomo Bakelite, виключаючи дочірні компанії, входить 4 заводи: в Амагасакі, Канумі, Шідзуоці і Уцуномії, а також 8 лабораторій.